# Sarra Rejeb
Sarra Rejeb (arabe : سارة رجب), née le 22 octobre 1959 à Tunis, est une ingénieure, haut fonctionnaire et femme politique tunisienne. Elle est secrétaire d'État auprès du ministre du Transport de 2017 à 2018 et secrétaire générale du gouvernement en 2022.

## Biographie

### Études et débuts
En 1982, elle est diplômée de l'École nationale d'ingénieurs de Tunis. En 1984, elle obtient un diplôme d'ingénieur de l'École nationale des ponts et chaussées à Paris.
En 1985, elle intègre le ministère tunisien du Transport. De 2007 à 2012, elle est directrice générale des transports terrestres au sein de ce ministère et, de 2012 à 2015, PDG de la Société des transports de Tunis.

### PDG
Le 2 avril 2015, elle devient PDG de Tunisair, en remplacement de Salwa Sghaier. Sous sa présidence, la ligne Tunis-Montréal, la première ligne transatlantique de la compagnie, ainsi que des lignes vers Niamey et Ouagadougou sont ouvertes, et l'avion présidentiel, un Airbus A340 acheté par Zine el-Abidine Ben Ali en 2009, est vendu,.
Le 30 décembre 2016, elle est nommée PDG de la Société nationale des chemins de fer tunisiens, poste qu'elle occupe jusqu'au 17 octobre 2017.

### Fonctions gouvernementales
Le 12 septembre 2017, elle devient secrétaire d'État auprès du ministre du Transport Radhouane Ayara dans le gouvernement de Youssef Chahed.
Le 26 octobre 2021, elle est nommée conseillère auprès de la chef du gouvernement Najla Bouden. Le 7 mars 2022, elle est nommée secrétaire générale du gouvernement. Le 3 novembre, elle prend sa retraite,.